# Степанова, Мария Николаевна
Мария Николаевна Степанова (1916—1983) — советская бурятская актриса театра и кино, мастер художественного слова (чтец). Народная артистка СССР (1976). 

## Биография
Родилась 19 января (1 февраля) 1916 года в посёлке Куйта (ныне — Аларский район, Иркутская область) в семье зажиточного крестьянина Николая Мануевича Степанова. Мать — Бултахан Болоевна Тармаева, уроженка села Ныгда того же района. С двух лет Мария, оставшись без отца, воспитывалась в Ныгде у дедушки — Боло Тармаева.
С 1924 по 1928 годы училась в Куйтинской начальной школе, а с 1928 по 1931 — в Кутуликской платной школе-семилетке. В 1931 году поступила в Черемховский горный техникум, однако после одного месяца учёбы уехала в Верхнеудинск (ныне — Улан-Удэ), где поступила на театральное отделение Бурят-Монгольского техникума искусств (с 1952 — Улан-Удэнское музыкальное училище им. П. И. Чайковского, ныне Колледж искусств им. П. И. Чайковского).
В 1932 году, будучи студенткой, была зачислена актрисой в вспомогательную труппу Бурят-Монгольского театра драмы (ныне Бурятский театр драмы имени Х. Н. Намсараева), а в 1934 году перешла в основной состав (приказ № 7227 от 5 июля 1934 года). Большую роль в становлении актрисы сыграл режиссёр и педагог А. В. Миронский. 
Актриса посвятила служению родному театру 45 лет своей жизни, сыграв более ста крупных ролей. Её биография — это этапы развития театрального искусства в республике начиная с 1932 года, с первого сезона национального театра, когда юная актриса, будучи ещё учащейся второго курса, сыграла роль мальчика Сэнгээ в спектакле «Барьеры» А. И. Шадаева и А. В. Миронского.
С именем актрисы связаны первые успехи в постановках бурятских пьес, первые серьёзные удачи в работе над произведениями русской и зарубежной классики в 1930—40-е годы. В богатой яркими самобытными талантами труппе театра актриса постепенно занимает особое место. Свежее лирико-драматическое дарование обретает с годами глубину, трагедийную силу. Творчество актрисы выражало в искусстве театра его наиболее прогрессивные и современные поиски. Искания бурятских режиссёров — это и её искания, исполнительницы центральных ролей во многих постановках. Актриса думающая, чутко прислушивающаяся к режиссёрскому замыслу, цепко берущая всё интересное из режиссёрских указаний и советов, к сценическому воплощению своих ролей, шла всё же какими-то своими, только ей известными путями.
В перечне сыгранных ролей за её большую актёрскую жизнь, много ролей разноплановых — комедийных, характерных, сатирических, потребовавших от исполнительницы разных выразительных средств, разных красок. И актриса каждый раз находила новые приёмы, новые оттенки для создания живого убедительного характера.
В пьесе Х. Н. Намсараева «Ключ счастья» (1947) актриса играла роль главной героини Шаракшан, женщины, потерявшей в молодости мужа, двух сыновей и ослепшей в результате несчастного случая. Через двадцать восемь лет большой хирург возвращает ей зрение — им оказался один из её сыновей. Её игра этой роли стала украшением спектакля, весь зрительный зал плакал, когда она исполняла сцену прозрения и встречи с мужем, сыновьями, настолько достоверна и правдива была актриса в тот момент.
Гибкость, творческая мобильность актрисы позволили ей участвовать в съёмках нескольких фильмов: «Пора таёжного подснежника» (Жалмасу), «Золотой дом» (Ханда), «Только вдвоём» (Тымани), «След росомахи» (Кымынэ).
Вела большую концертную деятельность, выступала как чтец и ведущая программ вечеров. В её репертуаре были монологи из произведений Л. Толстого, М. Шолохова, Ж. Тумунова, Х. Намсараева, подготовлена программа для детей — басни и сатирические стихи С. Михалкова.
Последний выход актрисы на сцену состоялся осенью 1982 во время открытия 51 театрального сезона в новом здании театра.
Отличалась редкой скромностью и благородством и в повседневной жизни мало походила на актрису.
Член ВКП(б) с 1941 года.
Умерла 10 августа 1983 года в Улан-Удэ. Похоронена на Центральном городском кладбище (посёлок Стеклозавод).

### Семья
- Муж — Николаев Петр Нагаслаевич (1913—1998), актёр. Заслуженный артист РСФСР (1969).
- Дети:
  - Николаев Станислав Петрович (1936—1967)
  - Башкуева (Николаева) Элеонора Петровна (род. 1938)
  - Николаев Нагаслай Петрович (1941—1996).

## Награды и звания
- Заслуженная артистка Бурят-Монгольской АССР (1946)
- Заслуженная артистка РСФСР (1953)
- Народная артистка РСФСР (1970)
- Народная артистка СССР (1976)
- Орден Трудового Красного Знамени (1959)
- Медаль «За трудовое отличие» (31.10.1940) — за выдающиеся заслуги в деле развития Бурят-Монгольского театрального и музыкального искусства
- Медали.

## Роли в театре
- «Отелло» У. Шекспира — Дездемона
- «Коварство и любовь» Ф. Шиллера — Луиза
- «Гроза» А. Н. Островского — Катерина
- «Васса Железнова» М. Горького — Васса
- «Хозяйка гостиницы» К. Гольдони — Мирандолина
- «Егор Булычов и другие» М. Горького — Шура Булычова
- «Кремлёвские куранты» Н. Ф. Погодина — Маша Забелина
- «Ключ счастья» Х. Н. Намсараева — Шаракшан
- «Сэрэмпил» Х. Н. Намсараева — Ямаахан
- «Песня весны» Ц. П. Шагжина — Сырма
- «День отдыха» В. П. Катаева — Дудкина
- «Похождения Урбана» Д. О. Батожабая — Улхата
- «Горе от ума» А. С. Грибоедова — Хлестова
- «Дом Бернарды Альбы» Г. Лорки — Бернарда Альба
- «Ээдрээ» Д. Намдага — Эрдэни-эхэ

## Фильмография
- 1936 — Наместник Будды — монгольская девушка
- 1958 — Пора таёжного подснежника — Жалмасу
- 1959 — Золотой дом — Ханда
- 1976 — Только вдвоём — Тымани
- 1978 — След росомахи — Кымынэ

## Память
В 2006 году Министерство культуры и массовых коммуникаций Республики Бурятия учредило ежегодную премию имени народной артистки СССР М. Н. Степановой за лучшее исполнение женской роли драматического плана, которая будет вручаться в Международный день театра.